# Gerald Trimmel
Gerald Trimmel (* 17. August 1962 in Hollabrunn/Niederösterreich) ist ein österreichischer Komponist und Filmwissenschaftler.

## Leben
Gerald Trimmel maturierte im Jahr 1980 am Aufbaugymnasium Hollabrunn. Im Anschluss daran studierte er von 1980 bis 1983 Medizin an der Universität Wien und von 1983 bis 1990 Deutsche Philologie und Geschichte ebenda. In den Jahren von 1985 bis 1987 schloss sich ein Studium der Elektroakustik bei Dieter Kaufmann an der Universität für Musik und darstellende Kunst Wien an. Seine Sponsion zum Mag. phil. erfolgte im Jahr 1992 an der Universität Wien.
Gerald Trimmel unternahm Konzerte und Rundfunkaufführungen seiner eigenen Kompositionen in Österreich, Deutschland, Frankreich, Kolumbien und Kuba.
In den Jahren von 1994 bis 1996 arbeitete Trimmel als wissenschaftlicher Mitarbeiter am Institut für Zeitgeschichte der Universität Wien und 1996/97 an der Donau-Universität Krems/Niederösterreich. Von 1997 bis 2001 war Trimmel Leiter des Zentrums für Publishing und Media Management an der Universität für Musik und darstellende Kunst Wien und im Anschluss bis zum Jahr 2006 Geschäftsführer der Österreichischen Filmgalerie Wien an der Donau-Universität Krems.

## Auszeichnungen
- 1989: Anerkennungspreis des 11. Concorso Internazionale „Luigi Russolo“[3]
- 1989: Anerkennungspreis beim Festival Ars Electronica
- 1992: 1. Preis für Film- und Fernsehforschung der Österreichischen Gesellschaft für Filmwissenschaft, Kommunikations- und Medienforschung
- 1994: Förderungspreis für Wissenschaft des Theodor Körner Fonds

## Werke
- Palimpsest 18 – Elektroakustische Musik (1985)[4]
- Radiopalimpsest – Elektroakustische Musik (1985)[4]
- Sbuf – Duo für Perkussion, Gitarre und Computer (1986)[4]
- Palimpsest 20 – Komposition für Tonband, Computer, Synthesizer und Live-Elektronik (1986)[4]
- Network 7 – Solo für Elektroakustik (1986)[4]
- a sumatra l’art amusa – 1. Version für Violine, Live-Elektronik, Tonband und Synthesizer (1987)[4]
- Network 7 – Elektroakustische Musik in Zusammenarbeit mit Peter Böhm und Klaus Hollinetz (1987)[4]
- a sumatra l’art amusa – Computermusik und Live-Elektronik in Zusammenarbeit mit Peter Böhm und Klaus Hollinetz (1987)[4]
- Der versprochene Raum – Sound Performance für Computer in Zusammenarbeit mit Peter Böhm (1988)[4]
- Stepsofaliena – für Violine, Live-Elektronik, Computer und Tonband in Zusammenarbeit mit Peter Böhm (1989)[4]
- Fast lautlos – für Solostimme und Tonband in Zusammenarbeit mit Peter Böhm (1989)[4]
- disPLAY – Computermusik, Klanginstallationen, grafische Partitur (1989)[4]
- Palimpsest – Computermusik in Zusammenarbeit mit Peter Böhm (1990)[4]
- Kinneret – Computermusik in Zusammenarbeit mit Peter Böhm (1990)[4]
- Ein Schock, der quer ums Matterhörndl sich legt – Liveversion mit Computer in Zusammenarbeit mit Peter Böhm (1991)[4]
- Palimpsest/B – Liveversion mit Computer in Zusammenarbeit mit Peter Böhm (1991)[4]
- Bewegung – Computermusik-Performance in Zusammenarbeit mit Peter Böhm (1992)[4]
- Palimpsest/C – Liveversion mit Computer in Zusammenarbeit mit Peter Böhm (1993)[4]
- Freigabe – Computermusik (2005)[4]

## Veröffentlichungen
- Gerhard Trimmel: Die Gesellschaft der Filmfreunde Österreichs: aus der Pionierzeit der Filmerziehung und Filmpädagogik in Österreich. Ed. Unicum, Wien 1996, ISBN 978-3-901529-01-6, S. 44.